# Extra 3
Extra 3 est une émission satirique allemande créée par Dieter Kronzucker et diffusée depuis le 21 septembre 1976 sur la Norddeutscher Rundfunk. Extra 3 contient plusieurs rubriques politique comme Die Sendung mit dem Klaus (une parodie de Die Sendung mit der Maus).

## Histoire
Le 17 mars 2016, extra 3 diffuse une vidéo satirique critiquant Recep Tayyip Erdoğan, le chef de l'État turc, notamment sur ses attaques contre la liberté de la presse. La vidéo, qui utilise des séquences et un montage peu flatteurs pour le président turc, est peu appréciée par le gouvernement turc et l'ambassadeur allemand Martin Erdmann est convoqué le 22 mars par le ministre turc des Affaires étrangères.